# Teatre Còmic
El Teatre Còmic va ser un edifici teatral ubicat en els números 87 i 89 de l'Avinguda del Paral·lel, entre els carrers Tapioles i Poeta Cabanyes. Fou inaugurat el dia 21 de juny de 1905 i tancà les portes per causa del seu mal estat de conservació el 16 de maig de 1962. El projecte de l'edifici era de Joaquim Raspall.
S'hi van desenrotllar diversos gèneres: opereta, astracanada, sarsuela però sobretot revista. No en va se'l conegué sempre com el Palacio de la revista.
Pel seu escenari hi van passar infinitat d'artistes: Alady, Mary Santpere, Celia Gámez, Raquel Meller, Gema del Río… i nombrosos compositors: Joan Dotras, Jacinto Guerrero, José Padilla, Pablo Luna, etc., hi van estrenar obres.
El 1907, Manuel Penella hi va estrenar la seva sarsuela Amor ciego.
L'empresari Manuel Sugrañes i Albert hi desembarcà les seves sumptuoses revistes entre el 1925 i 1928: Ric-Ric, Kiss-me, Yes-Yes; She-She, Joy-Joy, Love-me, Revues en Folies; Roxana la cortesana, amb música de Pablo Luna, Eureka, Bis-Bis, Pocker i Not-Yet.
Arthur Kaps empresari i ànima de la companyia àustriaca de revistes Els Vienesos, conjuntament amb l'humorista Franz Joham hi estrenaren després de la Guerra Civil: Carrusel vienés (1952, amb música d'Augusto Algueró), Campanas de Viena (1955), Fuentes de amor (1956), Tropicana (1957) 
El 1941, Jacinto Guerrero hi estrena la sarsuela Déjate querer.
El seu darrer empresari fou Joaquim Gasa. A càrrec seu s'hi van poder veure revistes d'èxit com: ¡Taxi..al Cómico! (1947), Gran Clipper (1947), Te espero en el Cómico (1950), Objetivo: El Cómico (1951), Delirio en el Cómico (1953), Todos al Cómico (1953).

## Espectacles
- 1912. La Generala, sarsuela d'Amadeu Vives
- 1949. Escuela de estrellas, amb Carmen de Lirio.
- 1950. Te espero en el Cómico, amb Carmen de Lirio.
- 1951. Esta noche no me acuesto, amb Carmen de Lirio.
- 1952. De Cuba a España, amb Carmen de Lirio.
- 1952. Si Eva fuera coqueta, amb Trudi Bora.
- 1953. Delirio en el Cómico, amb Carmen de Lirio.
- 1953. Todos al Comico, amb Carmen de Lirio.
- 1954. Viudos de verano, amb Bella Dorita i Alady.
- 1955. Ay, Angelina, amb Mary Santpere.